# Ebenezer Scrooge

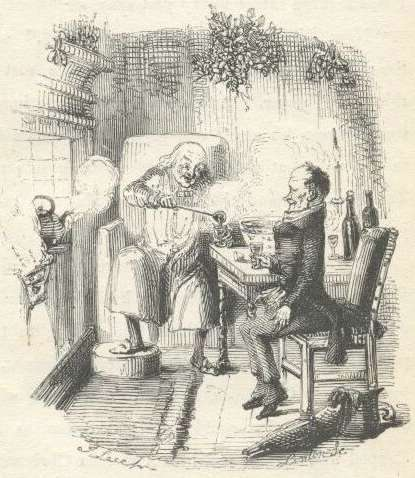
Ebenezer Scrooge i Bob Cratchit

Ebenezer Scrooge – postać fikcyjna, główny bohater opowiadania Charlesa Dickensa Opowieść wigilijna wydanego w 1843 roku. Scrooge jest zamkniętym w sobie skąpcem, nielubiącym ludzi i świąt Bożego Narodzenia. Podczas świąt Bożego Narodzenia przechodzi przemianę w czasie czterech kolejnych wizyt duchów: ducha Jakuba Marleya, ducha minionych świąt Bożego Narodzenia, ducha teraźniejszych świąt Bożego Narodzenia i ducha przyszłych świąt Bożego Narodzenia.

## Opis
Ebenezer Scrooge jest zgorzkniałym mężczyzną w podeszłym wieku, właścicielem domu handlowego „Scrooge & Marley” w Londynie. Jego były wspólnik, Jakub Marley, zmarł w wigilię Bożego Narodzenia 7 lat wcześniej. Scrooge jest chłodny, nieprzystępny i dba jedynie o swoje dochody, spędzając czas nad księgami rachunkowymi. Irytują go życzenia świąteczne, odrzuca zaproszenie do spędzenia świąt z rodziną swojego siostrzeńca. Wraca do swojego ciemnego i ponurego domu, aby samotnie spędzić wieczór. Tam odwiedza go pokutujący duch Jakuba Marleya skłaniający go do przemyślenia swojego życia oraz zapowiadający trzy kolejne wizyty duchów. Wspomnienia przywoływane przez te duchy, projekcja zdarzeń przyszłych oraz miejsca, do których duchy przenoszą się wraz ze Scrooge’em, wpływają na zmianę jego nastawienia do ludzi i postrzegania Świąt. Szczególnie wstrząsająca dla Scrooge’a jest śmierć małego Tima (syna Boba Cratchita) oraz widok własnego grobu.
Nagrobek Ebenezera Scrooge’a znajduje się przy kościele św. Chada w Shrewsbury i został tam postawiony w roku 1984, kiedy na terenie kościoła powstawała ekranizacja Opowieści wigilijnej.

## Inspiracje
Ebenezer Scrooge nie jest do końca zmyśloną postacią. W Edynburgu żył kupiec o nazwisku Ebenezer Lennox Scroggie (1792–1836), zajmował się handlem kukurydzą i winem. Wygrał kontrakt na wyżywienie dla króla Jerzego IV Hanowerskiego, kiedy ten wizytował Szkocję. W przeciwieństwie do literackiego Scrooge’a słynął z rubaszności i zuchwałości. Dickens nigdy go nie poznał, ale natknął się na jego grób spacerując po edynburskim cmentarzu. Grób Ebenezera Scroggie na tyle go zainteresował że zanotował sobie jego nazwisko. Na nagrobku widniał prawdopodobnie napis „meal man” (człowiek zajmujący się jedzeniem), ale autor mógł odczytać epitafium jako „mean man” (skąpiec), ponieważ umieścił w swoim notesie następujące spostrzeżenie: „Być zapamiętanym na wieczność jedynie za to, że było się skąpcem, zdaje się być najdobitniejszym świadectwem zmarnowanego życia”.
Na postać Scrooge’a składa się jeszcze jeden pierwowzór. Był nim John Elwes (1714–1789), ekscentryczny poseł z Berkshire, który słynął z ekstremalnej oszczędności, podobnie jak jego rodzina. Pomimo ogromnego majątku, często był brany za żebraka. Nie kupował nowych ubrań, nie ogrzewał mieszkania i chodził spać o zmroku, żeby nie marnować świec. Inaczej niż bohater Dickensa człowiek ten był dobroduszny i troszczył się o potrzebujących, a jego skąpstwo nie brało się z pogardy do innych, lecz z samozaparcia.